# Camarodonts
Els camarodonts (Camarodonta) són un ordre d'eriçons de mar globulars. Existeixen des del Cretaci

## Famílies
- Infraordre Echinidea
  - Família Echinidae
  - Família Echinometridae
  - Família Strongylocentrotidae
  - Família Toxopneustidae
  - Família Parechinidae
  - Família Parasaleniidae

- Infraordre Temnopleuridea
  - Família Glyphocyphidae †
  - Família Temnopleuridae
  - Família Trigonocidaridae
  - Família Zeuglopleuridae †[2]